# 제2 파운데이션
제2 파운데이션(Second Foundation)은 아이작 아시모프가 집필한 파운데이션 시리즈의 3번째 책으로, 1953년에 노움 프레스가 출판했다.